# Jeffrey Amherst
Jeffrey vagy Jeffery Amherst (1717. január 29. – 1797. augusztus 3.) brit tábornok, a gyarmati háborúk idején tisztként szolgált a Brit Hadseregben. Később Kanada katonai kormányzója, a Bath lovagrend lovagja.

## Katonai pályája
Angliában, Sevenoaks településen született 1717-ben. Körülbelül 14 éves korában lépett katonai pályára. Hírnevét a Hétéves gyarmati háborúban, különösen az Egyesült Államokban Francia-Indián háború néven ismert hadjáratok során szerezte.
1758-ban Amherst vezette a briteket Louisbourg ostrománál, és mint az Amerikában állomásozó angol csapatok főparancsnoka, az ő érdemeinek tudható be a kanadai francia területek legnagyobb részének megszerzése. 1759-ben a Champlain-tó mentén vezette az előrenyomuló brit csapatokat, majd csatlakozott a James Wolfe vezérletével zajló quebeci ostromhoz. 1760 szeptember 8-án elfoglalta Montréalt, s ezzel véget vetett a francia uralomnak Észak-Amerikában. A legyőzött francia parancsnokokat különösen felbőszítette azzal a gyakorlatával, hogy megtagadta tőlük a „hadibecsület” megőrzését (a jogot arra, hogy megtartsák saját zászlóikat); François Gaston de Lévis francia lovag egyenesen felgyújtotta a francia lobogót, minthogy Amherst kezére adta volna. Amherst Kanada katonai kormányzójaként szolgált 1760-tól 1763-ig.
A Francia-Indián háború után a angolok és az indiánok közötti ellenségeskedés egészen a biológiai hadviselés első feljegyzett Észak-amerikai alkalmazásáig fajult. Az 1763-as, Pontiac nagyfőnök vezette indiánlázadás idején Amherst javasolta himlőjárvány elterjesztését az indiánok között. Beosztottjával, Henry Bouquet ezredessel levélben vitatta meg ennek gyakorlati alkalmazási lehetőségeit: eszerint fekete himlőt hordozó pokrócokat kell ajándékozni az indiánoknak. Bár Amherst és beosztottja minderről alighanem mit sem sejtett, ugyanezzel a taktikával már előttük megpróbálkozott a Fort Pitt erőd parancsnoka. Általában Amherst nevét szokták kapcsolni ehhez az esethez is, a fenti levelezése miatt, és mivel ő volt a főparancsnok, a bizonyítékok arra utalnak, hogy ez a Fort Pitt-beli próbálkozás Amherst előzetes tudomása nélkül történt. A kísérlet kimenetele mindenesetre nem ismert.

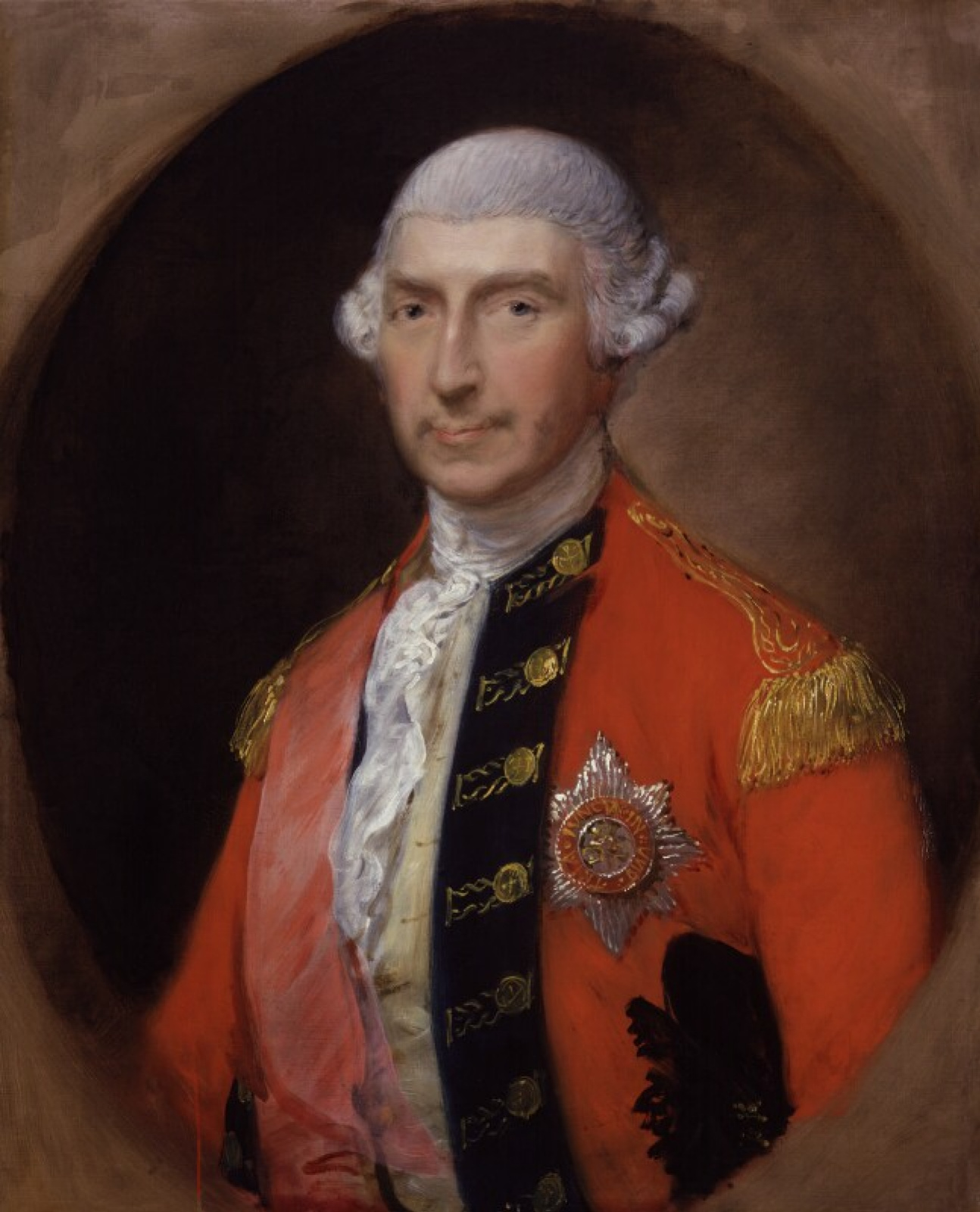
Jeffrey Amherst. Thomas Gainsborough festménye, 1789 körül.

## Politikai pályája
Névlegesen Amherst volt Virginia állam kormányzója 1759-től 1768-ig, bár a tartomány tényleges irányításának feladatköreit Francis Fauquier látta el. Ez idő alatt (1760-tól 1763-ig) az Észak-Amerikában állomásozó brit csapatok főkormányzója tisztet is viselte. Ez a hivatal napjainkban is létezik Kanadában, mint a Brit Korona törvényes képviselője.
1776-ban a Lordok Háza tagjának választották, s egyúttal a Holmesdale bárója címet adományozták neki. Az amerikai függetlenségi háború alatt egyszer visszautasított egy parancsnoki kinevezést, mivel számos személyhez fűzték szoros kapcsolatok a lázadók oldaláról. 1778-ban tábornokká nevezték ki, és ő lett a brit hadsereg főparancsnoka. Ettől a pozíciótól 1795-ben vált meg, majd a következő évben marsallá nevezték ki.
Számos települést neveztek el utána: az Ontarióban található Amherstburgot, ahol az Amherst Tábornok Középiskola is található, a massachusettsi Amherst várost, az Amherst Főiskola székhelyét, a New Hampshire-i Amherst várost, a Új-Skócia-beli Amherst várost, a New York állambeli Amherst várost, a virginiai Amherst megyét, és az Ontarióban fekvő Amherst Islandet.

## Montreal House
Montréal 1760-as elfoglalása után megépíttette Montreal House nevű rezidenciát Sevenoaksban, mely a székhelyéül szolgált. A XIX. végén és a XX. század elején ez az épület éves összejövetelek színhelyéül szolgált a családja által Riverhead faluban alapított iskola növendékei számára, ez az iskola máig is Amherst címerét használja. A család elszegényedése után az épületet a XX. század végén lebontották, helyén lakóparkot építettek. Manapság csupán egy magányos obeliszk és a nyolcszögletű bejárat áll még az épület emlékeként. Az obeliszk felirata a kanadai hadjárat legfontosabb eseményeit örökíti meg.

## Külső hivatkozások
Angol nyelven:
- Életrajza
- Történelmi életrajzok: Jeffrey Amherst
- Amherst és a himlő
- Amherst és a himlő-fertőzte pokrócok Kivonatok Amherst levelezéséből, melyben jóváhagyja a himlő alkalmazásáról szóló terveket (1763. július 16-án).
- 1759 – A hadjáratoktól Plains of Abrahamig ( Virtuális kiállítás)
- National Battlefields Commission (Plains of Abraham)